# Håkan Holmberg (journalist)
Håkan Olof Holmberg, född 12 maj 1951 i Örnsköldsvik, död 24 augusti 2020 i Uppsala, var en svensk historiker, journalist, folkpartistisk politiker och riksdagsledamot 1988–1997 för Uppsala läns valkrets.
Holmberg blev fil. kand. vid Uppsala universitet 1974 och disputerade där 1982 i historia för filosofie doktorsexamen på en avhandling om den svenska kommunismens historia. Under sitt yrkesverksamma liv var han journalist. Han anställdes vid Göteborgs Handels- och Sjöfartstidning 1973 och Expressen 1974. År 1978 kom han till Upsala Nya Tidning, där han var utrikesredaktör vid ledarredaktionen och från 1 juli 2002 till 9 december 2018 politisk chefredaktör med ansvar för ledarsidan.
Holmberg gav ekonomiskt stöd till Expo och var ordförande i Svenska kommittén mot antisemitism samt en av grundarna till Måndagsrörelsen. Tillsammans med bland andra Henrik Bachner och Per Ahlmark drev han rättegången i Stockholm mot Radio Islam. Han deklarerade också sitt stöd för Dawit Isaak.
2020 avled Holmberg av långvarig cancer. Han är begravd på Uppsala gamla kyrkogård.